# Gelidiaceae
Gelidiaceae, porodica crvenih algi, dio reda Gelidiales. Sastoji se od 169 priznatih vrsta unutar pet rodova.

## Rodovi
1. Acanthopeltis Okamura 1
2. Capreolia Guiry & Womersley 1
3. Gelidiophycus G.H.Boo, J.K.Park & S.M.Boo 2
4. Gelidium J.V.Lamouroux 145
5. Ptilophora Kützing 20